# Richtlinie 2006/116/EG (Schutzdauer des Urheberrechts und verwandter Schutzrechte)
Die Richtlinie 2006/116/EG (auch (2.) Schutzdauer-Richtlinie oder (2.) SchutzdauerRL) regelt die Schutzdauer des Urheberrechts und bestimmter verwandter Schutzrechte.

## Zweck der Richtlinie
Die Schutzdauer-Richtlinie harmonisiert die Schutzdauer für jede Art von Werken und benachbarten Schutzrechten in den Unionsmitgliedstaaten
- für Werke auf 70 Jahre nach dem Tod des Urhebers[2] und
- für benachbarte Schutzrechte von ausübenden Künstler und Herstellern von Tonträgern bzw. Filmen und von Sendeunternehmen auf 50 Jahre[3] nach dem fristauslösenden Ereignis (siehe Richtlinie 2011/77/EU (Künstler-Schutzfristen-Richtlinie) – nunmehr ebenfalls 70 Jahre),[4]
- für kritische und wissenschaftliche Ausgaben von gemeinfrei gewordenen Werken auf höchstens 30 Jahre ab dem Zeitpunkt der ersten erlaubten Veröffentlichung,[5]
- für zuvor unveröffentlichter Werke, deren urheberrechtlicher Schutz abgelaufen ist, auf 25 Jahre ab dem Zeitpunkt, zu dem das Werk erstmals erlaubterweise veröffentlicht oder erstmals erlaubterweise öffentlich wiedergegeben worden ist (editio princeps).[6]

Im Hinblick auf den Schutz von Fotografien werden diese gemäß Artikel 1 der Schutzdauer-Richtlinie auf 70 Jahre geschützt, „wenn sie individuelle Werke in dem Sinne darstellen, dass sie das Ergebnis der eigenen geistigen Schöpfung ihres Urhebers sind. Zur Bestimmung ihrer Schutzfähigkeit sind keine anderen Kriterien anzuwenden. Die Mitgliedstaaten können den Schutz anderer Fotografien vorsehen“ (Artikel 6).
Diese Richtlinie bildet einen weiteren gesetzgeberischen Harmonisierungsschritt im Rahmen der EG (nunmehr EU) nach Erlass der Richtlinie 93/98/EWG zur Harmonisierung der Schutzdauer des Urheberrechts und der Richtlinie 2001/29/EG über die Harmonisierung bestimmter Aspekte des Urheberrechts und der verwandten Schutzrechte in der Informationsgesellschaft. Zwischenzeitlich wurden weitere Urheberschutz-Richtlinien erlassen (siehe: Urheberrecht (Europäische Union)). Es handelt sich bei der Schutzdauer-Richtlinie um eine harmonisierende und kodifizierende Richtlinie, da durch diese lediglich die RL 93/98/EWG und 2001/29/EG geändert bzw. ergänzt werden.
Alle EU-Urheberschutz-Richtlinien dienen grundsätzlich dem Schutz der Urheber und dem Abbau von Handelshemmnissen und Wettbewerbsverzerrungen in Bezug auf das Urheberrecht innerhalb des europäischen Binnenmarktes. Die vorliegende Richtlinie ist europaweit unter anderem in Kritik geraten, weil durch die Harmonisierung der Schutzfristen und teilweise -Verlängerung bereits vom Urheberrechtsschutz gemeinfrei gewordene Werke in bestimmten Unionsmitgliedstaaten wieder in den Schutz einbezogen worden sind (siehe unten: „Kritik“).
Die Schutzdauer-Richtlinie erstreckt sich nicht auf die Urheberpersönlichkeitsrechte.

## Rechtsgrundlage
Der Erlass der vorliegenden Richtlinie wurde auf
- Artikel 53 Absatz 1 AEUV (Koordinierung der Rechts- und Verwaltungsvorschriften der Unionsmitgliedstaaten – früher Artikel 47 Abs. 2 EGV)
- Artikel 62 AEUV (Verweisung – früher Artikel 55 EGV) und
- Artikel 114 AEUV (Verfahrensbestimmung – früher Artikel 95 EGV)

gestützt.

## Aufbau der Richtlinie 2006/116/EG
- Artikel 1 (Dauer der Urheberrechte)
- Artikel 2 (Filmwerke oder audiovisuelle Werke)
- Artikel 3 (Dauer der verwandten Schutzrechte)
- Artikel 4 (Schutz zuvor unveröffentlichter Werke)
- Artikel 5 (Kritische und wissenschaftliche Ausgaben)
- Artikel 6 (Schutz von Fotografien)
- Artikel 7 (Schutz im Verhältnis zu Drittländern)
- Artikel 8 (Berechnung der Fristen)
- Artikel 9 (Urheberpersönlichkeitsrechte)
- Artikel 10 (Zeitliche Anwendbarkeit)
- Artikel 11 (Anmeldung und Mitteilung)
- Artikel 12 (Aufhebung)
- Artikel 13 (Inkrafttreten)
- Artikel 14 (Adressaten)
- ANHANG I
  - TEIL A (Aufgehobene Richtlinie mit ihrer Änderung)
  - TEIL B (Fristen für die Umsetzung in innerstaatliches Recht und für die Anwendung)
- ANHANG II (Entsprechungstabelle)

## Ausgewählte Bestimmungen der RL 2006/116/EG

### Fristenberechnung
Die Berechnung der Fristen für den Ablauf der Schutzdauer richtet sich nach dem dem Beginn der Frist maßgebenden Ereignis folgenden 1. Januar (Artikel 8 der Schutzdauer-Richtlinie). Beispiel:  Erstveröffentlichung eines Werkes am 2. Januar 2014, Beginn der Berechnung der Frist ist der 1. Januar 2015.

### Drittstaatsangehörige
Urheber, die keine Unionsbürger sind und bei denen das Ursprungsland für das Werk ein Drittland ist, werden im Rahmen eines Schutzfristenvergleichs  den Unionsbürgern gleichgestellt oder, wenn die nationale Regelung des Drittlandes für Unionsbürger nachteiliger ist, nicht besser gestellt. Die Schutzfristen dürfen jedoch nicht keinesfalls die in der Schutzdauer-Richtlinie angeführten Fristen überschreiten (keine Besserstellung von Drittstaatsangehörigen gegenüber Unionsbürgern).
Unionsmitgliedstaaten, die am 29. Oktober 1993 „insbesondere aufgrund ihrer internationalen Verpflichtungen eine längere Schutzdauer“ gewährt haben, „dürfen diesen Schutz bis zum Abschluss internationaler Übereinkommen zur Schutzdauer des Urheberrechts oder verwandter Schutzrechte beibehalten“ (Artikel 7 Zif. 3 der Schutzdauer-Richtlinie).

## Kritik
Siehe Ausführungen zu Richtlinie 93/98/EWG zur Harmonisierung der Schutzdauer des Urheberrechts sowie Stellungnahme des Max-Planck-Instituts zum Vorschlag der Kommission für eine Richtlinie zur Änderung der Richtlinie 2006/116/EG (2008).

## Inkrafttreten
Die Richtlinie 2006/116/EG kodifiziert die Richtlinie 93/98/EWG und hebt diese gleichzeitig auf, wobei jedoch die in der Richtlinie 93/98/EWG genannten Fristen weiterhin fortbestehen bleiben. Die in der Richtlinie 93/98/EWG des Rates und der Richtlinie 2001/29/EG des Europäischen Parlaments und des Rates genannten Umsetzungsfristen werden durch die kodifizierte Richtlinie 2006/116/EG nicht verändert.